# 月を売った男
『月を売った男』（つきをうったおとこ、原題：The Man Who Sold The Moon）は、アメリカ合衆国のSF作家ロバート・A・ハインラインが書いたSF短編集である。彼のデビュー作である『生命線』が収録されている。

## 収録されている作品など

### まえがき
著者自身が、1949年5月5日付でコロラド州コロラド・スプリングで記したもの。独自に考えた未来の年代表を作っていて、それが「未来史シリーズ」の基礎になったことなどが述べられている。

### 「光あれ」(Let There Be Light)
二人の科学者が、ホタルの発光をヒントにして画期的な照明システムを発明した。それは今までの2パーセントの電力で、同じ明るさが得られるものだった。逆に光をあてれば電力が得られた。やがて研究室のある建物が、電力の供給制限を受けることになった。

### 道路を止めてはならない(The Roads Must Roll)
大都市のあいだが「道路」と呼ばれる、動く歩道で結ばれている時代。道路は速度の違う何本ものベルトで構成されていた。最も早いものは、時速100マイルで動いている。この道路の上にはレストランも設けられ、食事をしながら目的地に行くこともできた。これを動かしている労働者の組合では、一部の組合員が地位向上を目指したストライキを計画していた。もちろんそれに反対する勢力もいた。やがて、サクラメント区の道路が突然停止した。新体制の臨時管理委員長と名乗る男からは、俺たちが実権を握ったので道路を止めたという通信が入った。技師長は技師候補生を連れて、地下の管理道をサクラメントに向かったが、ストライキをしかけた連中が待ち構えていた。ストライキに反対していた男が、説得を試みたが銃で撃たれ死亡した。候補生たちも何人か犠牲になった。

### 月を売った男(The Man Who Sold The Moon)
ディロス・D・ハリマン（親しい人はD・Dと呼ぶ）は、たくさんの会社を所有する大金持ちだった。彼には「月に行きたい」という夢があった。だがエネルギー衛星を事故で失い、そのころにはロケット用のX燃料は供給できなくなっていたので、化学燃料を使うロケットから造らなければならない。まずハリマンは、月の所有権を主張されないよう、月が頭上を通過する国々から「上空権」を買い取りはじめた。それと並行して、月ロケットを造るための資金集めも必要だ。彼は不用な会社を売った。月の噴火口への命名権の販売、子供たちから寄付を募るためのカードや賞状の作成、そして月の土地のエーカー単位での販売など、金につながることを次々にやった。月の周りを回ってきた宇宙切手の販売も計画された。
月ロケットの設計については、腕利きの技術者をスカウトした。その男は「金の報酬はいらない。その代わりに私も月に行く」と言うではないか。ハリマンと技術者、そして操縦士の3人が乗れるロケットの設計が始まった。だが、3人乗りのロケットは大きくなりすぎた。打ち上げ施設も巨大なものになってしまい、金がかかりすぎる。根本から考え直さなければならなかった。ハリマンは涙を飲んで、1人用ロケットの開発に舵を切った。それから様々な困難を克服し、ついにロケットは完成した。いまコロラドにある発射場には、月ロケット「パイオニア号」がそびえ立っている。操縦士を送り出したハリマンが見つめるなか、パイオニア号は炎の柱を引きながら上昇していった。すべてうまくいった。ロケットは月に着陸し、その姿はパロマー天文台の大望遠鏡でとらえられていた。やがてパイオニア号は、メキシコの砂漠に無事に帰還した。
それから年月が経った。2機目の月ロケットは「メイフラワー号」と命名され、7人が乗れるように造られた。そのうち4人は、3機目の月ロケット「コロニアル号」が来るまでのあいだ、月面で生活するのだ。ハリマンはこれらのロケットにも乗ることはできなかった。ハリマンたちの目の前で、メイフラワー号はカタパルト式発射台を登り始めた。山のカーブに沿ってだんだんと速度を増し、発射台から飛び出したところで明るい火を吐いた。ロケットは行ってしまった。ハリマンは空から目を落として言った。「行こう。やらねばならない仕事がある」。

### 鎮魂歌(Requiem)
「月を売った男」の続編である。ディロス・D・ハリマンは、大金持ちでありながら周囲の反対によって、自分自身は月に行ったことがなかった。時が過ぎ、高齢になったハリマンは、生きているうちに必ず月に行くと決心した。秘密裡にパイロットを雇い、宇宙船も手に入れた。パイロットからの「その身体では加速度に耐えられない」という忠告を振り払い、ハリマンは宇宙船に乗り組んだ。地球を離れるときの加速にも、彼は耐えることができた。やがて月に近づき、宇宙船は着陸態勢に入った。

### 生命線(Life-Line)
ピネロ博士は、人間の寿命を測定する装置を発明した。周囲ではその理論に疑問の声があったが、一人の男の死亡する日時を予言しそのとおりになった。これをもとに、博士は事業を起こし大金持ちになったのだが、生命保険会社には大打撃となり、彼を憎む者も少なからずいた。博士は一流の科学者たちを招き、自分も含めた全員の死亡日時を予言し、それを書いた紙を科学アカデミーが管理する金庫に入れた。誰かが死んだときに、金庫を開けて確認することが申し合わされた。

## 書誌情報
『月を売った男』　井上一夫訳　創元推理文庫SF　1964年10月